# Deutsch-san-marinesische Beziehungen
Diplomatische Beziehungen zwischen der Republik San Marino und der Bundesrepublik Deutschland bestehen seit dem 1. Oktober 1995.
Der deutsche Botschafter in Italien ist in San Marino doppelakkreditiert. San Marino unterhält ebenfalls keine eigenständige Botschaft in Deutschland, sodass der san-marinesische Botschafter in Brüssel für die Beziehungen zwischen den beiden Ländern zuständig ist. Darüber hinaus gibt es ein zuständiges deutsches Generalkonsulat in Mailand und je einen san-marinesischen Honorarkonsul in München, der für die Länder Bayern und Baden-Württemberg zuständig ist, und in Darmstadt, dessen Zuständigkeit sich über Hessen, Bremen, Hamburg, Niedersachsen, Nordrhein-Westfalen, Rheinland-Pfalz, Saarland und Schleswig-Holstein erstreckt.
Neben dem Besuch deutscher Touristen spielt die Unterstützung San Marinos von deutschen Kandidaturen für UN-Gremien eine tragende Rolle in den Beziehungen. Gemeinsame Punkte in der internationalen Zusammenarbeit sind beispielsweise die weltweite Abschaffung der Todesstrafe und die Achtung der Menschenrechte.

## Handel, Wirtschaft und Steuern
Die Republik San Marino ist im Gegensatz zur Bundesrepublik Deutschland kein Mitglied der Europäischen Union und auch nicht des Europäischen Wirtschaftsraums. Zuletzt scheiterte am 20. Oktober 2013 ein Referendum zum EU-Beitritt an einer zu geringen Wahlbeteiligung. Dennoch sind die Beziehungen zwischen der Europäischen Union und San Marino eng, was in der Konsequenz auch Auswirkungen auf die deutsch-san-marinesischen Beziehungen hat. Durch Abkommen mit der Europäischen Union befinden sich Deutschland und San Marino in einer Zollunion. Des Weiteren nutzen beide Staaten den Euro als offizielles Zahlungsmittel, wobei San Marino eigene Münzen herausgibt.
San Marino exportiert nach Deutschland Waren im Wert von 7,5 Millionen Euro (2012) und importiert Waren im Wert von 31,5 Millionen Euro (2012). Seit 23. Dezember 2011 ist das deutsch-san-marinesische Abkommen über die Unterstützung in Steuer- und Steuerstrafsachen durch Informationsaustausch (TIEA) in Kraft. Zudem laufen derzeit Verhandlungen über ein Doppelbesteuerungsabkommen, die insbesondere im Rahmen der Finanzpolitik San Marinos zu betrachten sind. Am 16. März 2005 wurde von San Marino ein Abkommen mit der EU über die Besteuerung von Einkommen aus Sparanlagen von Personen ohne Wohnsitz in San Marino ratifiziert.